# 青春は残酷じゃない
「青春は残酷じゃない」（せいしゅんはざんこくじゃない）は、声優の花江夏樹の1枚目のシングル。2016年9月7日にZERO-A / 日本コロムビアから発売された。

## 概要
表題曲は、テレビ東京系アニメ『斉木楠雄のΨ難』の主題歌として使用された。
オリコンランキング最高は28位だった。初回限定盤は、本曲のミュージックビデオとメイキング映像を収録したDVDが付属する。　

## 収録曲

### CD
1. 青春は残酷じゃない

作詞・作曲:金子麻友美、編曲:佐藤清喜
テレビ東京系アニメ『斉木楠雄のΨ難』主題歌
1. ヒーローインポッシボー
2. 青春は残酷じゃない(Instrumental)
3. ヒーローインポッシボー(Instrumental)

### DVD（初回限定盤のみ）
1. 青春は残酷じゃない

ミュージックビデオとメイキング映像